# Arabayona de Mógica
Arabayona de Mógica är en kommun i Spanien.   Den ligger i provinsen Provincia de Salamanca och regionen Kastilien och Leon, i den centrala delen av landet, 160 km väster om huvudstaden Madrid. Antalet invånare är 433. Arean är 23,3 kvadratkilometer.
Terrängen i Arabayona de Mógica är platt.